# Baichung Bhutia
Baichung Bhutia (* 15. Dezember 1976 in Tinkitam, Sikkim) ist ein indischer Fußballspieler und ehemaliger Nationalspieler. Der Stürmer gilt als einer der besten Spieler, die das Land hervorgebracht hat.
Seine Karriere begann er im Alter von zehn Jahren, als er für die Tashi Namgyal Academy in Gangtok spielte. Mit 16 Jahren verließ er Sikkim und begann seine Karriere beim East Bengal Club in Kolkata, für den er von 1993 bis 1995 spielte. Nach zwei erfolgreichen Jahren bei den JCT Mills in Phagwara mit dem Gewinn der Meisterschaft und Torjägerkrone 1996/97 kehrte Bhutia 1997 zurück zu East Bengal, wo er weitere zwei Jahre verbrachte.
Im Jahre 1999 wechselte er schließlich zum FC Bury in die dritte englische Liga. In England konnte er allerdings in drei Jahren nur 37 Spiele bestreiten und drei Treffer erzielen. 2002 kehrte Bhutia zurück nach Indien, wo er zunächst für Mohun Bagan (2002–2003) und wieder für East Bengal (2003–2006) spielte. Nach kurzem Aufenthalt in Malaysia (Perak) kehrte Bhutia zurück zu Mohun Bagan. In der Saison 2007/08 spielte er in der neu geschaffenen I-League. 2009 wechselte Bhutia zum großen Ligarivalen East Bengal Club, ehe er 2011 zu United Sikkim wechselte, dessen Miteigentümer er ist.
Sein Debüt in der indischen Fußballnationalmannschaft gab Bhutia im Jahre 1995 und wurde mit seinem Treffer gegen Usbekistan beim Nehru Cup mit 19 Jahren jüngster Torschütze in Indiens Nationalelf. Beim Nehru Cup 2009 bestritt er gegen Kirgisistan seinen 100. Einsatz in der Landesauswahl. Mit der Nationalmannschaft gewann er den AFC Challenge Cup 2008 und wurde zum besten Spieler des Turniers gewählt. Mittlerweile hat Bhutia insgesamt 107 Länderspiele für Indien absolviert und dabei 43 Treffer erzielt. Mit dem Freundschaftsspiel am 10. Januar 2012 gegen den FC Bayern München beendete Bhutia seine Karriere in der Nationalmannschaft.
Bhutia ist überzeugter Atheist. Am 27. Dezember 2004 heiratete er seine Freundin Madhuri Tipnis in Sikkim. Im Jahre 2008 sorgte Bhutia für Schlagzeilen, da er sich aus Sympathie für die Unabhängigkeitsbewegung der Tibeter weigerte, beim olympischen Fackellauf die Fackel zu tragen.
Bei der Parlamentswahl in Indien 2014 trat Bhutia als Kandidat der Partei All India Trinamool Congress im Wahlkreis Darjeeling, verpasste aber den Einzug ins Parlament.
Bhutia hat zwei ältere Brüder und eine ältere Schwester. [14] Er war 2004 mit Madhuri Tipnis, einem Hotelier, verheiratet, wurde aber 2015 wieder geschieden. Er ist Vater von drei Kindern, zwei Mädchen und einem Jungen.